# Julius Thalmann
Julius Thalmann (Romoos, Lucerna, 7 d'abril de 1960) va ser un ciclista suís que fou professional entre 1982 i 1984.
De la seva carrera destaca el 3r lloc aconseguit a la Volta a Catalunya de 1983.

## Palmarès

### Resultats al Tour de França
- 1982. 98è de la classificació general
- 1983. 83è de la classificació general
- 1984. Abandona (18a etapa)